# Central New York Military Tract

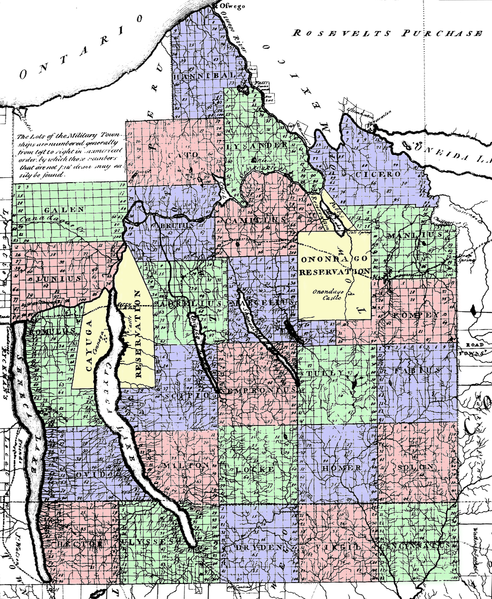
Jurisdições da Central New York's Military Tract.
Mapa produzido a partir do original de Simeon De Witt.

A Military Tract of Central New York (Região Militar de Nova York Central), também chamada de New Military Tract (Nova Região Militar), consistia em cerca de dois milhões de acres (8.000 km²) de terra outorgada, reservada para compensar os soldados de Nova York pela sua participação na Guerra da Independência.